# Andrea Corr
Andrea Jane Corr MBE (* 17. Mai 1974 in Dundalk, Irland) ist die Leadsängerin der irischen Musikgruppe The Corrs, die aus ihr und ihren älteren Geschwistern Sharon, Caroline und Jim besteht. Sie spielt auch Tin Whistle.

## Leben
Corr ging wie ihre Schwestern auf dem Dun Lughaidh Convent zur Schule und gilt als die beste Schülerin unter den Geschwistern. Sie ist neben der Musik auch als Schauspielerin tätig. 
Im Jahr 2005 wurde sie gemeinsam mit ihren Geschwistern von Elisabeth II. mit dem MBE ausgezeichnet. Im Juni 2007 erschien das erste Solo-Album von Andrea Corr mit dem Titel Ten Feet High.
Corr heiratete am 21. August 2009 den Börsenmakler Brett Desmond in Irland. Ende April 2012 bekam das Paar eine Tochter, Anfang Januar 2014 einen Sohn.
Von Januar bis Februar 2025 nahm Corr als Snail an der sechsten Staffel der britischen Version von The Masked Singer teil, in der sie den sechsten Platz erreichte.

## Auszeichnungen
- 1999: Heineken-Hot Press Awards (Nordirland): Kategorie Best Female Singer.
- 2005: MBE (ehrenhalber)
- 2019: Irish Book Award – „Popular Non-Fiction Book of the Year“ für Barefoot Pilgrimage (memoir)[7]

## Diskografie
- Ten Feet High (2007)
- Lifelines (2011)
- The Christmas Album (2022)

## Filmografie
- The Commitments (1991)
- Evita (1996)
- Das magische Schwert – Die Legende von Camelot (1998) (Gesang Kayley)
- The Bridge (2005)
- The Boys from County Clare (2003)
- Knife Edge (2007)
- Broken Thread (2007)
- Pictures (2008)

## Theater
- Dancing at Lughnasa (London, 2009)[8]
- Jane Eyre (Dublin, 2010/2011)